# Kenndal McArdle
Kenndal McArdle (* 4. Januar 1987 in Toronto, Ontario) ist ein ehemaliger kanadischer Eishockeyspieler, der im Verlauf seiner aktiven Karriere zwischen 2003 und 2014 unter anderem 42 Spiele für die Florida Panthers und Winnipeg Jets in der National Hockey League (NHL) auf der Position des linken Flügelstürmers bestritten hat. Darüber hinaus absolvierte McArdle weitere 250 Partien in der American Hockey League (AHL).

## Karriere

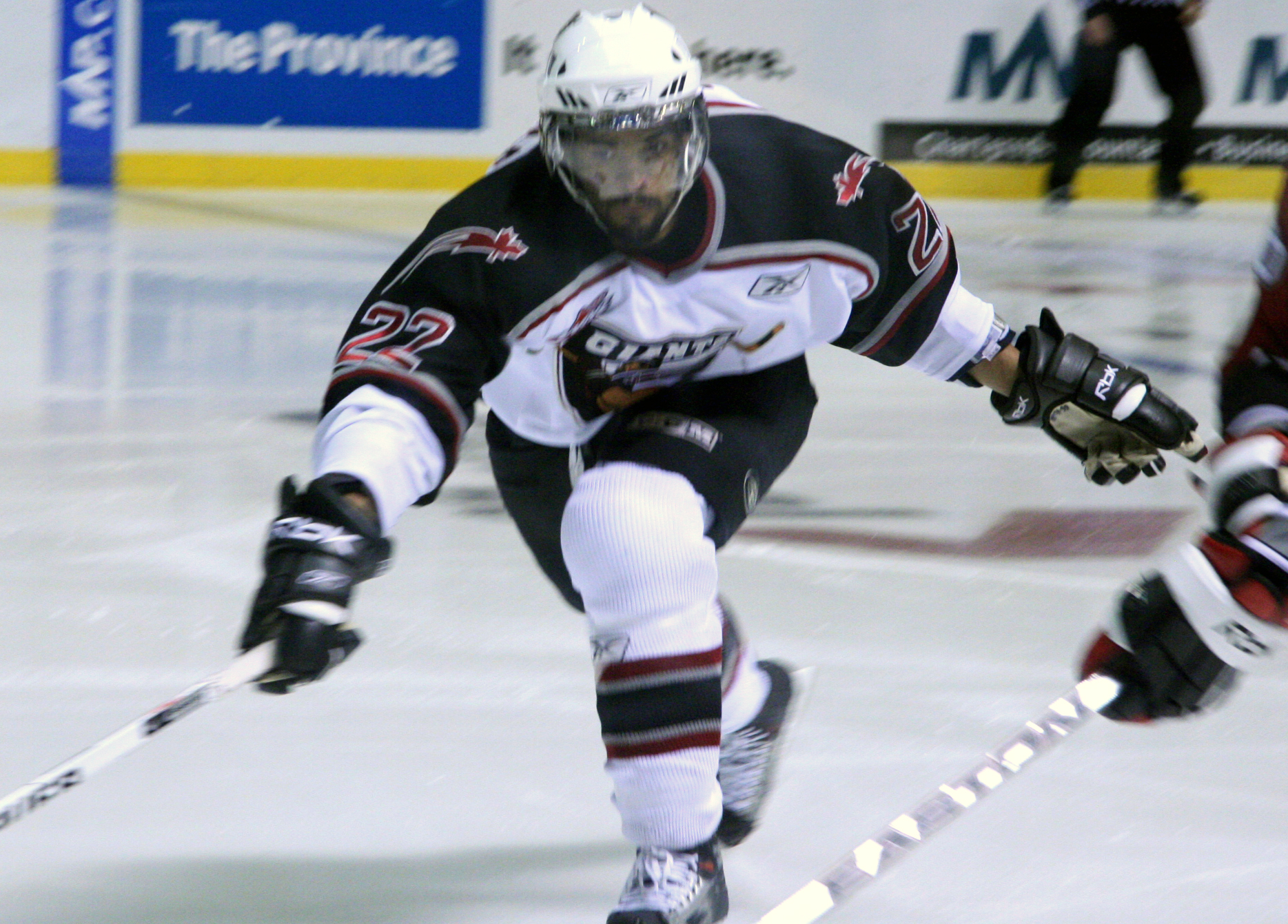
McArdle im Trikot der Vancouver Giants (2007)

Kenndal McArdle begann seine Karriere als Eishockeyspieler bei den Moose Jaw Warriors in der Western Hockey League (WHL), für die er vom Herbst 2003 bis November 2007 aktiv war. In dieser Zeit wurde er im NHL Entry Draft 2005 in der ersten Runde als insgesamt 20. Spieler von den Florida Panthers aus der National Hockey League (NHL) ausgewählt. Die WHL-Saison 2006/07 beendete McArdle nach einem Transfer bei den Vancouver Giants, mit denen er am Ende der Spielzeit den Memorial Cup gewann.
Vor der Saison 2007/08 nahmen die Rochester Americans, Floridas Farmteam aus der American Hockey League (AHL), den Angreifer in ihren Kader auf. In seiner ersten Spielzeit im professionellen Eishockey erzielte der Kanadier zehn Scorerpunkte in 36 Spielen, darunter fünf Tore. Am 2. Dezember 2008 gab McArdle sein Debüt in der NHL, als er für die Panthers gegen die Washington Capitals eingesetzt wurde. Am 9. Juli 2011 transferierten ihn die Florida Panthers im Austausch für Angelo Esposito zu den Winnipeg Jets, für die er neun NHL-Partien absolvierte. Den Rest der  Spielzeit 2011/12 verbrachte er bei den St. John’s IceCaps und Portland Pirates in der AHL. Die Saison 2012/13 verbrachte er bei den Greenville Road Warriors in der ECHL sowie bei den Rockford IceHogs aus der AHL.
Im Mai 2013 wechselte McArdle nach Schweden zum VIK Västerås HK in die zweitklassige HockeyAllsvenskan. Er verbrachte dort die komplette Spielzeit 2013/14. Nachdem er noch im Juni 2014 zum Allsvenskan-Meister und Aufsteiger in die Svenska Hockeyligan Malmö Redhawks gewechselt war, beendete der 27-Jährige knapp einen Monat später seine aktive Karriere, da er eine feste Anstellung bei einer Bank in Vancouver gefunden hatte.

### International
Für die kanadische U20-Nationalmannschaft nahm McArdle an der Junioren-Weltmeisterschaft 2007 teil, bei der er mit dem Team die Goldmedaille gewann. In sechs Turnierspielen blieb der Stürmer dabei punktlos.

## Erfolge und Auszeichnungen
- 2005 Teilnahme am CHL Top Prospects Game
- 2007 Goldmedaille bei der U20-Junioren-Weltmeisterschaft
- 2007 Memorial-Cup-Gewinn mit den Vancouver Giants

## Karrierestatistik

### International
Vertrat Kanada bei:
- U20-Junioren-Weltmeisterschaft 2007

(Legende zur Spielerstatistik: Sp oder GP = absolvierte Spiele; T oder G = erzielte Tore; V oder A = erzielte Assists; Pkt oder Pts = erzielte Scorerpunkte; SM oder PIM = erhaltene Strafminuten; +/− = Plus/Minus-Bilanz; PP = erzielte Überzahltore; SH = erzielte Unterzahltore; GW = erzielte Siegtore; 1 Play-downs/Relegation; Kursiv: Statistik nicht vollständig)